# Doğanköy, Nilüfer
Doğanköy là một xã thuộc quận Nilüfer, tỉnh Bursa, Thổ Nhĩ Kỳ. Dân số thời điểm năm 2011 là 1.896 người.